# Heinrich von Mühlbach

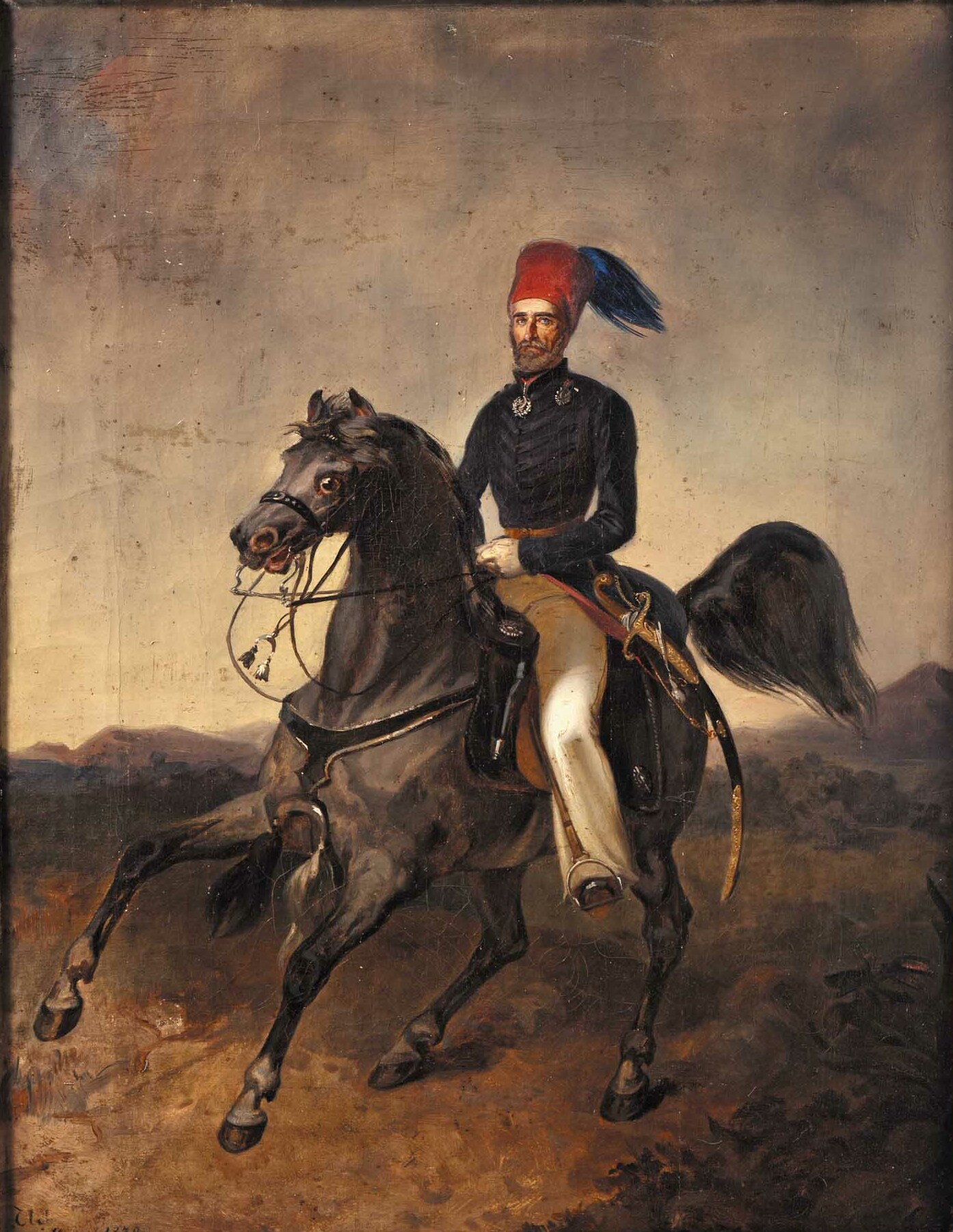
Heinrich von Mühlbach in türkischer Uniform in den 1830er Jahren

Traugott Wilhelm Heinrich Mühlbach, ab 1825 von Mühlbach, (* 17. Oktober 1795 in Alt-Stettin; † 18. Juli 1848 in Bad Ems) war ein preußischer Major.

## Leben
Heinrich entstammt einer bürgerlichen Familie, die sich mutmaßlich von einem alten sächsischen Geschlecht ableitet. Sein Vater war zum Zeitpunkt seiner Geburt Kriegs- und Domänenrat in Alt-Stettin. 
Er besuchte bis 1810 das dortige Gymnasium und nahm von seinem 16. Lebensjahr an Privatunterricht in Mathematik und Planzeichnen bei einem Artillerieoffizier. Vom Jahr 1812 an hörte er Vorlesungen zum Forst- und Bauwesen in Berlin. Er absolvierte schließlich das Examen zum Condukteur. 
Im Zuge der Mobilmachung zu den Befreiungskriegen schloss er sich als freiwilliger Jäger der Jägerkompanie des Pommerschen Grenadier-Bataillons der Brigade „Borstell“ des „Bülowschen“ Korps an. Hier nahm er an Kampfhandlungen vor Magdeburg und Möckern sowie bei Hoyerswerda und Luckau teil. Nachdem er zum Oberjäger avanciert war, stieg er zum Sekondeleutnant auf und wurde zum 2. Neumärkischen Landwehr-Regiment versetzt, wo er späterhin auch Adjutant des 3. Bataillons war. Somit gehörte er zum „Tauentzienschen“ Armee-Korps und war General Dobschütz unterstellt. In dieser Formation und Stellung nahm er an den Gefechten bei Jühnsdorf, Zahne und Coswig, der Schlacht bei Dennewitz und den Belagerungen von Torgau und Wittenberg teil. Nach einer Verwundung, welche er sich bei der Erstürmung von Wittenberg zuzog, erhielt er das Eiserne Kreuz II. Klasse. 
Mühlbach schloss sich 1815 dem Ingenieur-Corps an. Nach kurzem Besuch der Allgemeinen Kriegsschule fand er beim Fortifikationsdienst, zunächst in Wittenberg, dann in Jülich Verwendung. 1816 avancierte er zum Premierleutnant und wurde nach Koblenz versetzt. Hier wurde er Le Bauld de Nans zur Seite gestellt. Von 1817 bis 1820 war er mit Bautätigkeiten befasst, im Zuge dessen sich eine enge Freundschaft mit General Aster entwickelte. Er erhielt sein Beförderung zum Hauptmann 1818, wurde 1820 nach Mainz versetzt und pendelte zwischen 1824 und 1825 zur Berichterstattung vierteljährlich nach Berlin. 
Aus dieser Zeit stammt ein Corpsbefehl, der über Mühlbach aussagt, er sei „zur Kategorie der vorzüglichen und sehr brauchbaren Offiziere zu zählen.“ Er wurde dann als Hauptmann der 3. Ingenieur-Inspektion am 31. Dezember 1825 mit gemeinsam mit seinen Brüdern Adolph Bernhard Ludwig, Premierleutnant im 7. Landwehr Regiment und Franz Wilhelm August, Oberzollkontrolleur in den erblichen preußischen Adelsstand gehoben.
Zum Ende des Jahres 1827 erfolgte seine Ernennung zum Garnison-Baudirektor des VIII. Armee-Korps, womit er erneut General Borstell unterstellt wurde. Dieser als auch General Pfuel attestierten ihm mehrfach „unermüdliche Tätigkeit, Sachkenntnis und Umsicht.“ Besondere Verdienste und Anerkennung erwarb Mühlbach bei Rekognoszierungen des Mosel- ferner auch des Saar- und Nahelaufs. 
Er wurde 1832 als Adjutant von General Pfuel nach Neuenburg und 1833 mit neuem Kommando nach Antwerpen geschickt. Hier entstand seine Arbeit Memoire über die Belagerung der Citadelle von Antwerpen im Jahre 1832, die zwar unveröffentlicht blieb, jedoch maßgeblich in die Arbeit von Heinrich von Reitzenstein Die Expedition der Franzosen und Engländer gegen die Citadelle von Antwerpen (Berlin 1834) einfloss. 
Vom Jahr 1837 bis 1839 wurde er u. a. gemeinsam mit Moltke als Ausbilder in die Türkei kommandiert. Hier war er u. a. an einem Feldzug gegen die Kurden sowie am Syrischen Krieg, als Teil der Orientkrise, beteiligt. Gemeinsam mit Moltke, jedoch numerisch vor diesem wurde ihm für seinen Einsatz in der Türkei am 29. November 1839 der Orden Pour le Mérite verliehen.
Zurück in Preußen, stieg er 1840 zunächst zum charakterisierten und dann zu patentierten Major auf, wurde gleichzeitig zum Genie-Direktor von Luxemburg ernannt. Nach Beschwerden durch die Festungskommandanten Dumoulin und Wulffen wegen Eigenmächtigkeiten bzw. Übereifers, wurde Mühlbach als Ingenieuroffizier vom Platz nach Saarlouis versetzt. Er wurde schließlich 1847 Inspekteur der 6. Festungs-Inspektion in Köln mit Jülich, Wesel und Minden.
Mühlbach verstarb unvermählt und ohne Erben zu hinterlassen.